# Stade Alfredo-Víctor-Viera
Le stade Alfredo-Víctor-Viera (en espagnol : Estadio Alfredo Víctor Viera), également connu sous le nom de Parc Alfredo Víctor Viera (en espagnol : Parque Alfredo Víctor Viera), est un stade de football uruguayen situé à Prado, un quartier de Montevideo, la capitale du pays.
Doté de 10 000 places et inauguré en 1933 sous le nom de Wanderers Park, le stade sert de domicile pour l'équipe de football des Montevideo Wanderers.

## Tribunes
- Tribune Obdulio Varela
- Tribune Cayetano Saporitti
- Tribune René "Tito" Borjas
- Tribune Jorge "Chifle" Barrios